# Vinterkvarter
Ett vinterkvarter är en plats eller ort som väljs som läger under vintern för en annars resande grupp av  människor, i allmänhet en cirkus eller en militär armé på marsch under ett fälttåg. Circus Krone är en cirkus i Tyskland med fast vinterkvarter. Ett känt militärt vinterkvarter är Bender, känt från kalabaliken i Bender år 1709.